# Мускатникові
Мускатникові (Myristicaceae) — родина рослин магнолієцвіті (Magnoliales).

## Класифікація
Родина складається з 20 родів та 440 видів тропічних дерев і кущів, поширених у Африці, Азії та Америці.

### Роди
- Bicuiba de Wilde
- Brochoneura Warburg
- Cephalosphaera Warburg
- Coelocaryon Warburg
- Compsoneura Warburg
- Endocomia de Wilde
- Gymnacranthera Warburg
- Haematodendron Capuron
- Horsfieldia Willdenow
- Iryanthera Warburg
- Knema Loureiro
- Mauloutchia Loureiro
- Myristica Gronovius
- Osteophloeum Warburg
- Otoba (A. de Candolle) H. Karsten
- Pycnanthus Warburg
- Scyphocephalium Warburg
- Staudtia Warburg
- Virola Aublet

## Практичне використання
До родини відноситься відома спеція мускатний горіх (Myristica fragrans).
З Pycnanthus angolensis роблять свічки та мило.